# SKC 1947 Victoria Bamberg
Der SKC 1947 Victoria Bamberg ist ein Kegelverein in der bayerischen Stadt Bamberg.

## Gründung
In der Nachkriegszeit wurde das Vereinsheim benutzt, um Flüchtlingen eine Unterkunft zu gewährleisten. Erst 1947 konnten Anwohner die beiden Bahnen wieder freilegen, um den Kegelsport ausüben zu können. 1952 spaltete sich die Kegelgemeinschaft und ein Teil gründete den SKC 1947 Victoria Bamberg.

## Geschichte
Im Jahr 1954 schloss man sich mit einem kleinen Club zusammen und so wurde die erste Damenmannschaft gegründet. Mit dem Zuwachs genügten die alten Bahnen nicht mehr und der Verein wechselte die Kampfstätte und kegelte zunächst beim „Schützenclub 04“ im Stadiongebiet, später in der Moosstraße.
Die erste Mannschaft spielte in den folgenden Jahren in der höchsten Klasse. Die zweite Mannschaft wurde des Öfteren Meister in der A-Klasse. Die Mannschaft der Damen hatte wechselnde Erfolge. Im Jahr 1959 wurde ein Jugendspieler des SKC Victoria deutscher Jugendmeister.
In den nächsten zehn Jahren gab es manche Erfolge, es kam aber auch zu manchem Abstieg. Anfang der 1990er Jahre begannen die großen Erfolge des Vereins. 1996 wurde die Jugendabteilung gegründet.
Derzeit hat der Verein 154 Mitglieder (75 Passive). Davon sind 108 Männer und 46 Frauen, darunter 15 Jugendliche. Es gibt fünf Herren-, zwei Frauen- und zwei Jugendmannschaft.

## Aktuelle Spielligen
- 1. Männer: 1. Bundesliga-120 Wurf – Champions League –  Europapokal
- 2. Männer: 2. Bundesliga Nord Mitte-120 Wurf
- 3. Männer: Bezirksliga B Süd
- 4. Männer: Kreisklasse D 1
- 1. Frauen: 1. Bundesliga-120 Wurf – Champions League – Weltpokal
- 2. Frauen: 2. Bundesliga Nord Mitte-120 Wurf
- Jugend U18: Bezirksklasse U18 Süd

## 1. Männermannschaft
1977 gehörte die Mannschaft zu den 15 besten Kegelmannschaften Deutschlands. 1978 wurden die Bundesligen gegründet. Die Mannschaft hatte das Nachsehen hinter „Gut Holz Nürnberg“ und stieg somit in die 2. Bundesliga auf. Jedoch schafften sie es zwei Jahre später in die oberste Liga. 1984 erfolgte der Abstieg, nachdem in den vorherigen Jahren durchaus Mittelfeldplätze erreicht wurden. 1985 schaffte die Mannschaft es erneut in die 1. Bundesliga.
1990 wurde das erste Triple geschafft. Man wurde Deutscher Meister sowie Bayerischer und Deutscher Pokalsieger. Und konnte den 3. Platz im Weltpokal erringen. 1995 gewann die Mannschaft auf den eigenen Bahnen den Europapokal.
Erfolge
- Bayerischer Pokal 1990, 1995
- Deutscher Pokal 1990, 1995, 2001, 2002
- Deutscher Meister 1990, 1992, 1993, 1997, 2000, 2001, 2002, 2004, 2005
- DKBC-Pokal 2003, 2004, 2005, 2009, 2010, 2011, 2012, 2015
- Champions League 2003, 2005, 2009
- Europapokal 1995, 1999, 2003, 2007, 2010
- Weltpokal 1997, 2000, 2001, 2004

## 1. Frauenmannschaft
Die erste Damenmannschaft wurde 1954 gegründet. Am Anfang mit nur mäßigem Erfolg. Doch es steigerte sich in späteren Jahren.
Der große Aufstieg der Mannschaft begann 1994. Von da an wurden die Damen jedes Jahr Meister und schafften es so im Jahr 1999 in die 1. Bundesliga, wo sie im gleichen Jahr die Meisterschaft erringen konnten. So schafften sie auch im selben Jahr zum Deutschen Pokalsieger und konnten den Weltpokal erringen.
Erfolge
- Deutscher Pokal 2000, 2001
- Deutsche Meisterschaft 2000, 2001, 2002, 2003, 2005, 2006, 2009, 2010, 2011, 2012, 2013, 2014, 2015, 2016, 2017
- DKBC-Pokal 2006, 2007. 2008, 2009, 2010, 2011, 2012, 2015, 2016
- Champions League 2003, 2005, 2007, 2009, 2010, 2013, 2017
- Europapokal 2004
- Weltpokal 2000, 2002, 2009, 2011, 2013, 2016, 2017

## 2. Männermannschaft
1954 spielte die Mannschaft in der A-Klasse, wo sie des Öfteren die Meisterschaft erringen konnten. Von 1987 stieg die Mannschaft von der Bezirksliga-Ofr-A-West jedes Jahr auf und spielte so 1991 in der Bayernliga, wo sie Meister wurden. In den nächsten Jahren waren sie immer auf den höchsten Plätzen zu finden. 2006 kamen sie in die 2. Bundesliga-Süd. 2009 wurden die Ligen neu verteilt, seitdem sind sie in der 3. Bundesliga-Süd.
Erfolge
- Bayerischer Meister 1991, 1992, 1994, 1995, 1996, 1998, 1999, 2000, 2001, 2003, 2004

## Weblink
- Website Victoria Bamberg